# New Nambu modèle 60
 (mars 2025).
Si vous disposez d'ouvrages ou d'articles de référence ou si vous connaissez des sites web de qualité traitant du thème abordé ici, merci de compléter l'article en donnant les références utiles à sa vérifiabilité et en les liant à la section « Notes et références ».

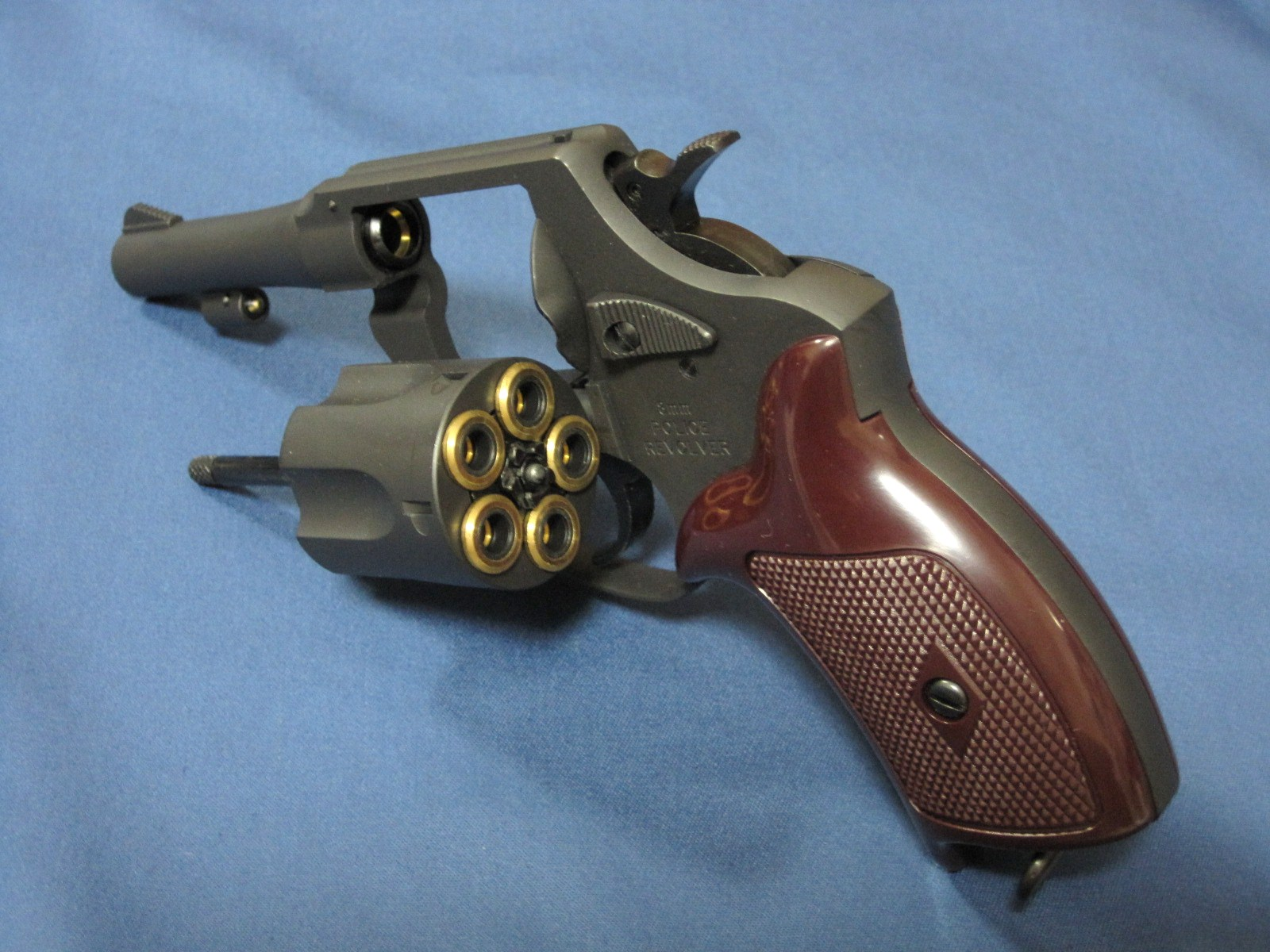
Le Révolver de police japonais New Nambu Type 60 dans sa version à canon de 3 pouces.

Le révolver New Nambu  ou Minebea Type 60 (M58 dans le catalogue de son fabricant) est une variante nippone du Smith & Wesson M36. Il a eu comme principal concurrent national le Miroku 6.

## Présentation
Il a été conçu et produit par Shin-Chuō Industries , qui a ensuite fusionné avec Minebea . Le « New Nambu » doit son nom à Kijirō Nambu , un célèbre concepteur d'armes à feu et fondateur de Shin-Chuō Industries. Environ 133 400 exemplaires ont été produits depuis 1961. [1] La production a cessé dans les années 1990.
À la fin de la seconde guerre mondiale, les policiers japonais reçurent des États-Unis des armes comme le Colt 1911 et le revolver modèle 1917 . Cependant, ces armes étaient usées et trop imposantes pour certains Japonais. Le Japon décida donc de développer trois armes de poingː le pistolet New Nambu M57A (en 9mm Parabellum), le pistolet New Nambu M57B (en 7,65mm Browning) et le revolver New Nambu M60 (en .38 Special). Seul le M60 fut fabriqué en série pendant près de 30 ans. Il s'agit d'un revolver en simple et double action assez classique, similaire aux armes de Smith & Wesson, avec canon de 2 et 3 pouces.

## Accessoires
Les étuis des policiers en tenue sont à rabat (flap holster), fait en cuir et en cordura. Les policiers en civil comme les gardes du corps de la Security Police utilisent un étui plus adapté au port dissimulé et au tir de défense.
La munition de service est fabriquée par Remington. Le projectile pèse 158 grains, et est de type LRN (lead round nose). Ce type de munition est désormais obsolète en Occident (le NYPD a cessé d'employer des balles LRN depuis 1971), mais reste largement suffisant au Japon, où les armes à feu sont difficiles à obtenir (isolement ̟ législation locale très stricte).

## Diffusion
Ce  revolver a  adopté par la Police en  1961 sous le nom de Révolver  Type 60 et plus tard d par les Garde-côtes du Japon.Enfin, il a été vendu sur le marché civil avec souvent un canon de 5,1 cm seulement.

## Fiche technique du New Nambu Type 60
- Manufacture: Shin Chuo Kogyo, Tokyo ( Japon)
- Type: révolver de police
- Mécanique : Platine simple et double action. Carcasse fermée. Barillet basculant.
- Calibre : 9,06 mm
- Munition : .38 Special
- Longueur totale : 172-197 mm
- Masse à vide : 630-680 g
- Cano  : 51-76 mm (2 et 3 pouces)
- Capacité du barillet : 5 cartouches